# توم هيكس (رجل أعمال)
توم هيكس (بالإنجليزية: Tom Hicks)‏ هو شخصية أعمال أمريكي، ولد في 7 فبراير 1946 في دالاس في الولايات المتحدة.

## وصلات خارجية
- توم هيكس على موقع إن إن دي بي (الإنجليزية)